# Três Povos
A Freguesia de Três Povos é uma freguesia portuguesa do Município do Fundão, com 65,96 km² de área e 740 habitantes (censo de 2021), tendo, por isso, uma densidade populacional de 11,2 hab./km².
Foi constituída em 2013, no âmbito de uma reforma administrativa nacional, pela agregação das antigas freguesias de Salgueiro e Escarigo e tem a sede em Salgueiro. O seu nome é uma referência ao conjunto dos lugares de Salgueiro, Quintãs e Escarigo.

## Demografia
| Freguesia atual | Freguesia atual | Freguesia atual | Freguesias antigas | Freguesias antigas | Freguesias antigas |
| Freguesia       | População(2011) | Área            | Freguesia          | População(2011)    | Área(km²)          |
| --------------- | --------------- | --------------- | ------------------ | ------------------ | ------------------ |
| Três Povos      | 914             | 65,96           | Salgueiro          | 690                | 56,8               |
| Três Povos      | 914             | 65,96           | Escarigo           | 224                | 9,15               |